# Fronteira Índia–Nepal
A fronteira entre Índia e Nepal é a linha que limita o território da Índia com o do Nepal. Estende-se na região do sul do Himalaia por 1690 km quase na mesma direção do paralelo 31ºN, ficando o seu extremo leste um pouco mais ao sul do extremo oeste. O monte Kanchenjunga, o terceiro mais alto do mundo, fica nesta fronteira.

## História
A Índia conquistou a independência em 1947 e, três anos depois, assinou um tratado de amizade com o Nepal, pelo qual ambos os países concordaram em respeitar a integridade territorial do outro. Desde então, as relações têm sido amplamente cordiais, embora uma série de disputas fronteiriças permaneçam. Também houve bloqueios ocasionais na fronteira em momentos de tensão, por exemplo, em 1987 e 2015.

## Disputas fronteiriças
Alguns rios do Himalaia cruzam a fronteira de ambos os países, levando a disputas fronteiriças sobre a propriedade dos recursos hídricos. Discordâncias também ocorrem devido a vários diques e reservatórios construídos pela Índia na fronteira comum. Segundo as autoridades nepalesas, esta é a razão da inundação das aldeias do seu lado da fronteira. As negociações bilaterais sobre a divisão dos recursos hídricos deveriam ser realizadas a cada seis meses, mas na realidade acontecem a cada poucos anos. Segundo os indianos, isso se deve à instabilidade política no Nepal.
Existem duas disputas territoriais entre a Índia e o Nepal: sobre o Território de Kalapani, uma área de 35 quilômetros quadrados na tríplice fronteira Índia-Nepal-China no noroeste do Nepal; e sobre o Território de Susta, uma área de 20 quilômetros quadrados – 140 quilômetros quadrados, no sul do Nepal.
Além disso, em maio de 2020, o Nepal começou a disputar a nascente do rio Kali, alegando que era em Limpiyadhura, e alocando 300 quilômetros quadrados de território indiano para si por meio da emissão de um novo mapa. Não explicou por que essa disputa surgiu recentemente.